# Boľ
Boľ (em húngaro: Boly) é um município da Eslováquia, situado no distrito de Trebišov, na região de Košice. Tem 12,6 km² de área e sua população em 2018 foi estimada em 762 habitantes.

## Demografia
| Ano:        | 1994 | 2004   | 2014   | 2024   |
| ----------- | ---- | ------ | ------ | ------ |
| Broj ljudi: | 685  | 691    | 711    | 726    |
| Razlika:    |      | +0,87% | +2,89% | +2,10% |

| Ano:               | 2023 | 2024   |
| ------------------ | ---- | ------ |
| Número de pessoas: | 731  | 726    |
| Diferença:         |      | -0,68% |